# Simopelta manni
Simopelta manni är en myrart som beskrevs av Wheeler 1935. Simopelta manni ingår i släktet Simopelta och familjen myror. Inga underarter finns listade i Catalogue of Life.